# 胡帕利夫卡
49°6′24″N 34°44′10″E / 49.10667°N 34.73611°E
胡帕利夫卡（烏克蘭語：Гупалівка），是烏克蘭中部第聶伯羅彼得羅夫斯克州萨马尔区的村落，處於奧里利河畔，海拔高度73米，2001年人口1,347。